# Камбоцола
Камбоцола (на немски: Cambozola) e немско краве сирене с благородна плесен, производителите на което са успели да съчетаят качествата на френските меки сирена и на италианското сирене горгондзола. Оттук идва и името на „камбоцола“ – от камамбер + горгондзола. Камбоцола се отнася към групата на сините сирена.

## История
Сиренето е патентовано от немската компания „Champignon“ през 1980 г. През 2006 г. е обявено за „продукт на годината“ в конкуренция с други 300 млечни продукта. В Германия камбоцола е лидер в продажбите на меките сирена със синя благородна плесен.

## Характеристика
На външен вид и според вкусовите си качества камбоцола напомня най-вече на камамбер. Поради внасянето на благородни плесени обаче вкусът на камбоцола е по-остър и наситен. Добавянето на сметана води до характерна мека кремообразна консистенция с уникален вкус.
За производството на сиренето се използва плесента Penicillium roqueforti, с помощта на която се правят и сирената горгондзола, рокфор и стилтън.
Сиренето е подходящо за приготвяне на различни сосове и ястия от месо и риба.